# Liste des fontaines du 4e arrondissement de Paris

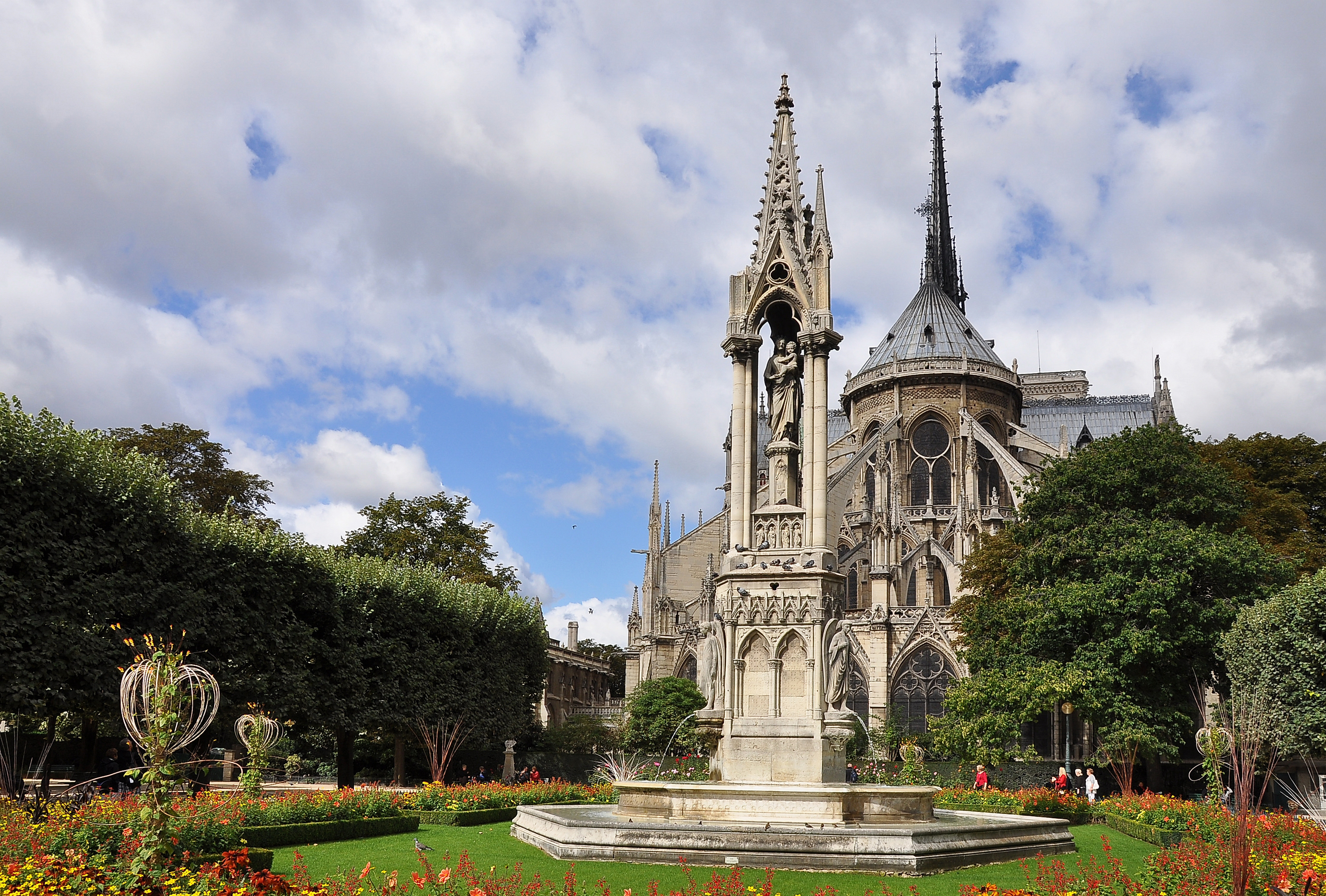
Fontaine de l'Archevêché.

Cet article recense les fontaines du 4e arrondissement de Paris, en France.

## Statistiques
Le 4e arrondissement de Paris compte 16 fontaines permettant une alimentation en eau potable (comprenant 7 fontaines Wallace, dont 5 grands modèles, et une fontaine Millénaire) et une vingtaine de fontaines monumentales ou ornementales dont l'eau n'est pas forcément potable, ni même en activité.
5 fontaines sont protégées au titre des monuments historiques : les anciennes fontaines des Guillemites et de Jarente, les deux fontaines Wallace de la place Louis-Lépine (grand modèle, les seules fontaines Wallace protégées de France) et la fontaine de la cour de l'hôtel des Parlementaires de la Fronde.

## Liste
| Fontaine                                                                    | Localisation                                                             | Coordonnées                 | Auteur(s)                                                          | Date                                      | Illus. |
| --------------------------------------------------------------------------- | ------------------------------------------------------------------------ | --------------------------- | ------------------------------------------------------------------ | ----------------------------------------- | ------ |
| Fontaine de la bibliothèque Forney                                          | Rue des Nonnains-d'Hyères (jardin de l'Hôtel de Sens)                    | 48° 51′ 12″ N, 2° 21′ 33″ E |                                                                    | 1957                                      |        |
| Fontaine Charlemagne                                                        | 8 rue Charlemagne                                                        | 48° 51′ 15″ N, 2° 21′ 40″ E |                                                                    | 1840                                      |        |
| Fontaine du Crédit municipal de Paris                                       | 55 rue des Francs-Bourgeois (cour du Crédit municipal de Paris)          | 48° 51′ 33″ N, 2° 21′ 27″ E |                                                                    | XIXe siècle                               |        |
| Fontaine Éginhard                                                           | Rue Éginhard                                                             | 48° 51′ 15″ N, 2° 21′ 42″ E |                                                                    |                                           |        |
| Fontaine des Guillemites ou Fontaine des Blancs-Manteaux                    | Square Charles-Victor-Langlois                                           | 48° 51′ 32″ N, 2° 21′ 28″ E | Jean Beausire (architecte)                                         | 1719, 1725                                |        |
| Fontaine de l'hôtel de Chalon-Luxembourg                                    | 26 rue Geoffroy-l'Asnier (cour de l'hôtel de Chalon-Luxembourg)          | 48° 51′ 18″ N, 2° 21′ 24″ E |                                                                    | vers 1660                                 |        |
| Fontaine de l'hôtel Colbert de Villacerf                                    | 23 rue de Turenne (cour de l'hôtel Colbert de Villacerf)                 | 48° 51′ 22″ N, 2° 21′ 50″ E | Albert-Ernest Carrier-Belleuse                                     | 1650                                      |        |
| Fontaine de l'Hôtel-Dieu                                                    | Hôtel-Dieu Parvis Notre-Dame - place Jean-Paul-II                        | 48° 51′ 15″ N, 2° 20′ 55″ E |                                                                    |                                           |        |
| Fontaine de l'Hôtel des Parlementaires de la Fronde                         | 3 rue des Lions-Saint-Paul                                               | 48° 51′ 08″ N, 2° 21′ 45″ E |                                                                    | XVIIe siècle XVIIIe siècle                |        |
| Fontaine de l'Hôtel-de-Ville (nord)                                         | Place de l'Hôtel-de-Ville                                                | 48° 51′ 26″ N, 2° 21′ 07″ E | François-Xavier Lalanne (sculpteur)                                | 1983                                      |        |
| Fontaine de l'Hôtel-de-Ville (sud)                                          | Place de l'Hôtel-de-Ville                                                | 48° 51′ 22″ N, 2° 21′ 04″ E | François-Xavier Lalanne (sculpteur)                                | 1983                                      |        |
| Fontaine de Jarente                                                         | Impasse de la Poissonnerie                                               | 48° 51′ 20″ N, 2° 21′ 48″ E | Caron (architecte)                                                 | 1783                                      |        |
| Fontaine du marché des Blancs-Manteaux                                      | 8 rue des Hospitalières-Saint-Gervais                                    | 48° 51′ 28″ N, 2° 21′ 32″ E | Edme Gaulle (sculpteur)                                            | 1819                                      |        |
| Fontaine Maubuée                                                            | 129 rue Saint-Martin Rue de Venise                                       | 48° 51′ 40″ N, 2° 21′ 05″ E | Jean Beausire (architecte, rénovation)                             | 1392 1733                                 |        |
| Fontaine Millénaire                                                         | Parvis Notre-Dame - place Jean-Paul-II                                   | 48° 51′ 13″ N, 2° 20′ 57″ E | Radi Designers                                                     | 2000                                      |        |
| Fontaine de la place des Vosges (nord-ouest)                                | Place des Vosges Square Louis XIII                                       | 48° 51′ 21″ N, 2° 21′ 55″ E | Jean-François Ménager (architecte) Jean-Pierre Cortot (sculpteur)  | 1811, 1824                                |        |
| Fontaine de la place des Vosges (nord-est)                                  | Place des Vosges Square Louis XIII                                       | 48° 51′ 21″ N, 2° 21′ 58″ E | Jean-François Ménager (architecte) Jean-Pierre Cortot (sculpteur)  |                                           |        |
| Fontaine de la place des Vosges (sud-ouest)                                 | Place des Vosges Square Louis XIII                                       | 48° 51′ 20″ N, 2° 21′ 54″ E | Jean-François Ménager (architecte) Jean-Pierre Cortot (sculpteur)  |                                           |        |
| Fontaine de la place des Vosges (sud-est)                                   | Place des Vosges Square Louis XIII                                       | 48° 51′ 19″ N, 2° 21′ 57″ E | Jean-François Ménager (architecte) Jean-Pierre Cortot (sculpteur)  |                                           |        |
| Fontaine du Renard                                                          | 16 rue du Renard Rue Saint-Merri actuel parvis Élise-et-Célestin-Freinet | 48° 51′ 34″ N, 2° 21′ 09″ E | société Bornhauser-Molinari                                        | 1977 disparue au tournant des années 2020 |        |
| Fontaine de la Reynie                                                       | Place Edmond-Michelet                                                    | 48° 51′ 36″ N, 2° 21′ 01″ E |                                                                    | 1989                                      |        |
| Fontaine de la rue des Ursins                                               | Rue des Ursins                                                           | 48° 51′ 15″ N, 2° 21′ 05″ E |                                                                    |                                           |        |
| Fontaine Sainte-Avoye                                                       | 58 rue du Temple                                                         | 48° 51′ 38″ N, 2° 21′ 18″ E |                                                                    |                                           |        |
| Fontaine Stravinsky                                                         | Rue Brisemiche Place Igor-Stravinsky                                     | 48° 51′ 34″ N, 2° 21′ 05″ E | Niki de Saint Phalle (sculpteur) Jean Tinguely (sculpteur)         |                                           |        |
| Fontaine du Trésor                                                          | Rue du Trésor                                                            | 48° 51′ 25″ N, 2° 21′ 30″ E |                                                                    | XIXe siècle                               |        |
| Fontaine de la Vierge ou Fontaine de l'Archevêché ou Fontaine de Notre-Dame | Square Jean-XXIII (chevet de la cathédrale Notre-Dame)                   | 48° 51′ 09″ N, 2° 21′ 05″ E | Alphonse Vigoureux (architecte) Louis-Parfait Merlieux (sculpteur) | 1843-1845                                 |        |
| Fontaine Wallace                                                            | 9 allée des Justes                                                       | 48° 51′ 19″ N, 2° 21′ 21″ E | Charles-Auguste Lebourg (sculpteur)                                | XIXe siècle                               |        |
| Fontaine Wallace (petit modèle)                                             | Place Louis-Lépine (côté Hôtel-Dieu)                                     | 48° 51′ 19″ N, 2° 20′ 51″ E | Charles-Auguste Lebourg (sculpteur)                                | XIXe siècle                               |        |
| Fontaine Wallace (petit modèle)                                             | Place Louis-Lépine (côté tribunal de commerce)                           | 48° 51′ 19″ N, 2° 20′ 51″ E | Charles-Auguste Lebourg (sculpteur)                                | XIXe siècle                               |        |
| Fontaine Wallace                                                            | Place Louis-Lépine (côté tribunal de commerce)                           | 48° 51′ 19″ N, 2° 20′ 52″ E | Charles-Auguste Lebourg (sculpteur)                                | XIXe siècle                               |        |
| Fontaine Wallace                                                            | Place Louis-Lépine (côté Hôtel-Dieu)                                     | 48° 51′ 19″ N, 2° 20′ 51″ E | Charles-Auguste Lebourg (sculpteur)                                | XIXe siècle                               |        |
| Fontaine Wallace                                                            | 7 boulevard du Palais                                                    | 48° 51′ 17″ N, 2° 20′ 44″ E | Charles-Auguste Lebourg (sculpteur)                                | XIXe siècle                               |        |
| Fontaine Wallace                                                            | 123 rue Saint-Antoine 1, rue de Rivoli Rue François-Miron                | 48° 51′ 20″ N, 2° 21′ 34″ E | Charles-Auguste Lebourg (sculpteur)                                | XIXe siècle                               |        |